# La Chambre solitaire
La Chambre solitaire (en coréen : 외딴방, Œttanbang) est un roman de l'écrivaine sud-coréenne Shin Kyong-suk, paru en 1995. 
Le roman, traduit en français par Jeong Eun-jin et Jacques Batilliot, est publié aux éditions Philippe Picquier en 2008.

## Résumé
Le personnage principal est une adolescente de 16 ans qui quitte la campagne de l'île de Jeju pour venir travailler à l'usine, dans la banlieue de Séoul. Elle partage une chambre avec sa cousine, engagée dans la même usine qu'elle, et son frère qui travaille dans une mairie de quartier. Elle parvient à être sélectionnée parmi les ouvrières pour suivre des cours du soir, et gagner ainsi l'université. Elle vit pendant toute cette période dans une grande précarité. Mais grâce à ses efforts et au soutien de sa famille, et particulièrement de son frère, elle parvient à accomplir son rêve, devenir écrivain.

## Lien
La Chambre solitaire sur Keul Madang